# Rajd Koszyce 2011
37. Rajd Koszyce – 37. edycja Rajdu Koszyce. Był to rajd samochodowy rozgrywany od 14 do 15 października 2011 roku. Bazą rajdu było miasto Koszyce. Była to siódma runda Rajdowych Samochodowych Mistrzostw Polski w roku 2011. Rajd składał się z dziesięciu odcinków specjalnych.

## Wyniki końcowe rajdu[1]
| Miejsce | Kierowca             | Pilot              | Samochód                    | Czas      | Strata  | Grupa Klasa | Punkty |
| ------- | -------------------- | ------------------ | --------------------------- | --------- | ------- | ----------- | ------ |
| 1       | Jozef Béreš jun.     | Róbert Müller      | Škoda Fabia S2000           | 1:26:55.6 | –       | 2           | *      |
| 2       | Michał Sołowow       | Maciej Baran       | Ford Fiesta S2000           | 1:27:01.7 | +6.1    | 2 S2/R4     | 42     |
| 3       | Jaroslav Melichárek  | Richard Lasevič    | Mitsubishi Lancer WRC 05    | 1:28:49.5 | +1:53.9 | 11          | *      |
| 4       | Jaroslav Orsák       | Karel Vajík        | Mitsubishi Lancer Evo IX    | 1:29:16.9 | +2:21.3 | 2           | *      |
| 5       | Kajetan Kajetanowicz | Jarosław Baran     | Subaru Impreza STi R4       | 1:29:25.8 | +2:30.2 | 2 S2/R4     | 28     |
| 6       | Wojciech Chuchała    | Kamil Heller       | Subaru Impreza TMR 10       | 1:29:48.5 | +2:52.9 | 3           | 28     |
| 7       | Michał Bębenek       | Grzegorz Bębenek   | Mitsubishi Lancer Evo X R4  | 1:30:15.7 | +3:20.1 | 2 S2/R4     | 23     |
| 8       | Igor Drotár          | Vladimír Bánoci    | Subaru Impreza WRC S12B '07 | 1:31:08.4 | +4:12.8 | 11 Open     | *      |
| 9       | István Pethő sen.    | Attila Rubóczky    | Mitsubishi Lancer Evo IX    | 1:32:19.1 | +5:23.5 | 3           | *      |
| 10      | Laurent Viana        | Isabelle Galmiche  | Citroën C4 WRC              | 1:32:47.6 | +5:52.0 | 11          | *      |
| 11      | Jan Chmielewski      | Grzegorz Dachowski | Citroën DS3 R3T             | 1:33:40.0 | +6:44.4 | 5 R3T       | 15     |
| 12      | Bryan Bouffier       | Xavier Panseri     | Peugeot 207 S2000           | 1:33:42.4 | +6:46.8 | 2 S2/R4     | 20     |
| 13      | Ariel Piotrowski     | Ireneusz Pleskot   | Citroën C2 R2 Max           | 1:34:22.2 | +7:26.6 | R2B         | 11     |
| 14      | Grzegorz Grzyb       | Daniel Siatkowski  | Peugeot 207 S2000           | 1:34:23.5 | +7:27.9 | 2 S2/R4     | 13     |
| 15      | Tomasz Gryc          | Michał Kuśnierz    | Citroën C2 R2 Max           | 1:34:40.9 | +7:45.3 | 6 R2B       | 10     |
| ...     | ...                  | ...                | ...                         | ...       | ...     | ...         | ...    |
| 19      | Szymon Kornicki      | Robert Hundla      | Citroën C2 R2 Max           | 1:36:05.5 | +9:09.9 | 6 R2B       | 4      |

1. 1 2 3 4 5 6  Nieliczony w klasyfikacji RSMP